# Peter Popoff
Peter Popoff (Hamburg, 2 juli 1946) is een in Duitsland geboren Amerikaans gebedsgenezer die werkt met handoplegging. Als populair televisiepredikant ging hij in 1987 failliet toen sceptici James Randi en Steve Shaw hem tijdens een show ontmaskerden door hem te betrappen op het gebruik van een in-ear ontvanger. Daarmee souffleerde zijn vrouw hem door informatie door te spelen die 'gelezen personen' vooraf zelf op een inschrijfformulier hadden ingevuld.
In september 2015 toonde Michael Marshall van de Good Thinking Society aan hoe Popoff trachtte mensen over te halen om hem geld op te sturen met beloftes van "ongelofelijk extreem geluk/fortuin" (fortune) en "wonderen". Bovendien filmde GTS tijdens een recente bijeenkomst in Londen hoe Popoff zogenaamd een vrouw, 'die zei dat haar hele lijf gemarteld werd door pijn,' 'genas', maar die volgens Marshall en zijn collega in het publiek kan zijn geplaatst als lid van Popoffs team, omdat ze haar ook pennen en enquêtes hadden zien uitdelen aan het begin van de avond en ze stilletjes de zaal verliet kort na het vermeende wonder.
- International Standard Name Identifier: 0000 0000 2175 550X
- Library of Congress Control Number: n80147393
- SNAC: w6tt7z4k
- Virtual International Authority File: 65314807
- WorldCat: E39PBJhmFPmptgC3qhWP4hTmBP